# Bloqueio (Internet)
Na Internet, o bloqueio ou proibição é uma medida técnica que visa restringir o acesso a informações ou recursos. O bloqueio e seu inverso, o desbloqueio, podem ser implementados pelos proprietários de computadores que usam software. Alguns países, como China, Índia, Rússia e Turquia, tendem a bloquear o acesso a certas informações de notícias que não são controladas diretamente pela mídia estatal. Nos Estados Unidos, o Children's Internet Protection Act exige que as escolas que recebem taxas de desconto financiadas pelo governo federal para acesso à Internet instalem um software de filtro que bloqueie conteúdo obsceno, pornografia e, quando aplicável, conteúdo "prejudicial a menores".
O bloqueio também pode se referir a negar acesso a um servidor web com base no endereço IP da máquina cliente. Em certos sites, incluindo redes sociais como o Facebook ou bancos de dados editáveis como wikis, os usuários podem aplicar bloqueios (com base no número de IP ou na conta) em outros usuários considerados indesejáveis para impedi-los de realizar certas ações. Bloqueios desse tipo podem ocorrer por vários motivos e produzir efeitos diferentes: nas redes sociais, os usuários podem bloquear irrestritamente outros usuários, geralmente impedindo-os de enviar mensagens ou de visualizar as informações ou o perfil do bloqueador. Os usuários privilegiados podem aplicar bloqueios que afetam o acesso dos indesejáveis a todo o site.
O bloqueio é usado por moderadores e administradores de mídias sociais e fóruns para negar acesso a usuários que violaram suas regras e provavelmente o farão novamente, a fim de garantir um local de discussão pacífico e ordeiro. Os motivos comuns para o bloqueio são spamming, trolling e flaming. Alguns criticam casos de uso de proibições por administradores de grandes sites, como o Twitter, dizendo que essas proibições podem ter motivação política ou financeira. No entanto, os sites têm o direito legal de decidir quem tem permissão para postar, e os usuários geralmente respondem "votando com os pés" e indo para um lugar onde os administradores considerem seu comportamento aceitável.

## Efeitos
Os usuários bloqueados podem ser completamente incapazes de acessar todo ou parte do conteúdo de um site, o que geralmente acontece quando os mecanismos de censura ou filtragem são responsáveis pelo bloqueio. Sob uma proibição oculta, o usuário tem a falsa impressão de que seu conteúdo ainda está sendo postado no site, quando na realidade está sendo escondido de todos os outros usuários.